# Zola ophitata
Zola ophitata là một loài bướm đêm trong họ Geometridae.